# Криорус
«КриоРу́с» (англ. KrioRus) — российская крионическая компания, основанная в 2006 году. Компания хранит в жидком азоте тела своих «криопациентов» — умерших людей и животных (либо их головной мозг), в надежде на то, что когда-нибудь их удастся оживить при помощи высокоразвитых технологий будущего. Компания предоставляет услугу заморозки либо всего тела, либо только головы пациента. «КриоРус» сотрудничает с другими криокомпаниями мира и содействует помещению тел в аналогичные хранилища, расположенные вне России.
С юридической точки зрения компания имеет статус научной организации, которая занимается деятельностью в области криоконсервации крупных биологических объектов, а её услуги не подлежат сертификации. Компания не даёт гарантий по оживлению криопациента.
Подавляющее большинство учёных и врачей относятся к крионике скептически, а некоторые считают, что оживление после заморозки невозможно. Также к критике «КриоРус» относится то, что компания, как и другие крионические организации, не всегда может выполнить условия договоров.

## История
Первые попытки создания криокомпании в России предпринимались в 1990-х годах физиком Михаилом Соловьёвым.
Изначальной мотивацией создания компании являлось желание её девяти учредителей заморозить свои тела и тела своих близких для того, чтобы в будущем с помощью новых медицинских технологий можно было бы их «воскресить». До основания компании её будущие сотрудники уже получили опыт криосохранения, когда в 2003 году Игорь Артюхов являлся главным консультантом одного из проектов по сохранению мозга умершего учёного-биотехнолога.
«КриоРус» является первой российской крионической компанией и она была создана в 2005 году как проект общественной организации «Российское трансгуманистическое движение». Первым пациентом компании в этом году стала Лидия Федоренко. Однако, в то время «КриоРус» ещё не обладало криохранилищем, и до сохранения в компании её родственники держали её мозг в течение нескольких месяцев в сухом льду. «КриоРус» является единственной в Европе криокомпанией, которая имеет собственное криохранилище. За время существования «КриоРус» её пациентами стали граждане из четырнадцати стран, включая США, Нидерланды, Японию, Израиль, Италию, Швейцарию и Австралию. Также в компании хранятся крионированные родственники её сотрудников.
Внесение компании в ЕГРЮЛ в качестве ООО произошло 3 мая 2006 года. В 2019 году было открыто ООО «КриоРус», ИНН 7713472023, которое зарегистрировала торговый знак «КриоРус» на русском и английском языках.
Представители «КриоРус» сообщают, что компания не прибыльная, и для поддержания фирмы на плаву привлекаются спонсоры. Так, по словам Валерии Удаловой, в 2011 году выручка компании составила 170 тыс. долларов, и в том же году привлечь спонсоров удалось на сумму более 100 тыс. долларов. За 2015 год чистая прибыль составляет 56 тыс. рублей при выручке 2 млн. 467 тыс. рублей. По открытым данным, выручка ООО «КриоРус» (ИНН 7713472023) в 2021 году составила более 12 млн рублей.
Изначально криохранилище было открыто в 2006 году в посёлке Алабушево Солнечногорского района Московской области, а затем в 2012 году Сергиево-Посадском районе Московской области. В 2016 году планировался переезд в другое место (близ Твери) для расширения исследовательской деятельности компании. В апреле 2019 года сотрудники компании сообщили, что имеющееся хранилище практически полностью заполнено, а целью компании является открытие нового в Подмосковье.
В ноябре 2021 года все криопациенты были перевезены в новый криобанк, располагающийся на территории Тверской области.
По данным «КриоРус» и по сообщениям прессы, на август 2022 года в компании было заморожено 87 человек, в том числе 27 иностранных граждан, около 50-ти животных, среди которых 10 собак, 25 кошек, а также 4 птицы, хомяки, дегу и одна шиншилла. Кроме того, хранятся образцы ДНК людей и животных. С компанией заключило договор о криосохранении почти 500 россиян, договоры заключены с клиентами из более чем 20 стран. На сентябрь 2018 года около 500 человек являются клиентами компании.
До возникновения компании «КриоРус» криосохранением занимались только в США в течение 38 лет. За 2010-е годы по количеству крионированных пациентов «Криорус» вышла на третье место в мире и составила конкуренцию американским Alcor и Институту Крионики (в них число крионированных пациентов на декабрь 2022 года составляет 201 и 237 человек соответственно). Помимо этого, «КриоРус» является первой в Европе компанией, которая имеет собственное криохранилище.
Компания участвовала в ряде российских и международных выставок похоронной отрасли:
- Выставка «Некрополь» — каждый год в 2013−2016 гг. На выставке «Некрополь — 2013» впервые для работников похоронной отрасли «КриоРус» демонстрировала возможности крионики и криоконсервации[28][29][30][31][32] и получила золотую медаль в категории инноваций[18][33].
- Региональная отраслевая выставка «Некрополь-Сибирь» в 2016 году[34][35].
- «TanExpo» — апрель 2016 (Италия, Болонья)[36][37].

В 2017 году сингапурский фонд NeuroDAO предложил выйти на ICO, предварительный этап которого в компании начался в октябре 2017 года. Идея заключалась в переходе на работу через электронные токены, когда услуги компании покупаются за них, а токены доступны для покупки. Предполагалось использовать такой подход в условиях роста популярности крионики, что должно было привести к росту стоимости токенов. После проведения ICO «Криорус» предложила потенциальным инвесторам скидки до 50 % на крионирование. Токены приобрели около 1500 человек по курсу 1 доллар. С помощью ICO предполагалось собрать деньги на новое криохранилище в Швейцарии, но эта цель не было достигнута. По словам генерального директора, на подготовку к ICO ушло около 10 тысяч долларов.

## Руководство и сотрудники
Генеральным директором компании является Валерия Удалова, занимающая эту должность с июня 2009 года. С момента основания «КриоРус» до июня 2009 года генеральным директором был Данила Медведев, позже он занимал должность председателя Совета директоров и заместителя генерального директора по стратегическому развитию. На данный момент исполнительным директором является Иван Степин. Директором по науке является биофизик Игорь Артюхов. Валерия Удалова, Данила Медведев и Игорь Артюхов входят в число девяти учредителей компании, указанных при её регистрации. В 2010 году число учредителей «КриоРус» увеличилось до 10, а на 2016 год оно составляет 11 человек.
Научный коллектив «КриоРус» до 2018 года возглавлял криобиолог Юрий Пичугин, кандидат биологических наук, проработавший с 2001 по 2007 гг. в Институте Крионики (Детройт, США).

## Деятельность
В соответствии с кодами ОКВЭД, компания занимается научными исследованиями и разработкой, страхованием и предоставлением прочих видов услуг. Вместе с тем компания позиционирует свою деятельность как предоставление услуг, которые заключаются в сохранении тел своих «криопациентов» в жидком азоте — умерших людей и животных (либо их головного мозга) — в надежде на то, что когда-нибудь их удастся оживить при помощи высокоразвитых технологий будущего. Основными клиентами компании являются образованные люди среднего достатка, в равной степени мужчины и женщины.
Своё отношение к возможности «воскрешения», представители компании в ответе на вопрос — «Не даёт ли крионика ложную надежду?» — описывают следующим образом: «Не существует конкретных доказательств в отношении того, будет ли развитие крионики успешным или же потерпит неудачу. Но тот факт, что крионика зависит от пока неизвестной науки будущего и что её успех не может быть гарантирован, отнюдь не то же самое, что её гарантированный провал».
Цена услуг «КриоРус» ниже, чем у зарубежных криокомпаний, в первую очередь для россиян и не-граждан США. В отличие от американских компаний, «КриоРус», исходя из формы организации не подчиняется законодательству, регулирующему медицинскую и похоронную деятельность. Как следствие, компания не сталкивается с нормативными трудностями в таких вопросах, как получение тел из больниц и моргов. Представители «КриоРус», сравнивая ситуацию с американскими криокомпаниями, сообщают, что в США сложно физически транспортировать замороженные тела, а привезти отдельно мозг сложно юридически, когда как в России подобные вопросы решаются проще. Несмотря на скептицизм американских конкурентов, в «КриоРус» планируют реализовать первый в мире центр, где пациенты умирают и их замораживают в одном здании. Криохранилище компании построено с возможностью мобильного перемещения на случаи военных действий, непредвиденных природных катаклизмов и др., когда за несколько дней оно может быть перемещено, а его дьюары способны работать автономно и держать холод двое суток.
Как в США, так и в РФ, криокомпании используют в большей степени одну и ту же процедуру крионирования, когда после биологической и юридической смерти из пациента откачивают кровь (заменяя её специальными растворами, чтобы кристаллизация не разрушила клетки), тело охлаждают до температуры сухого льда (−79 °C), транспортируют, и далее охлаждают до ультранизких температур (-196 °C) и помещают в дьюар на хранение. Выбор крионирования только головы происходит не только по финансовым причинам, но и на основании убеждения о том, что в будущем с помощью технологий будет возможно восстановить утраченное тело, а индивидуальность будет сохранена в головном мозге. Одной из проблем крионирования является обеспечение скорого поступления пациента, так как чем выше данная скорость, тем лучше удается сохранить тело. Для решения этой задачи у компании в стране имеется несколько мобильных групп специалистов, которые могут быстро выехать и провести первичную обработку пациента на месте. Также «КриоРус» сотрудничает и с врачами из регионов, обучает их первичной подготовке к крионированию. В качестве дополнительной услуги к основной «КриоРус» предлагает помощь в хранении архивов жизни клиента (дневники, видеозаписи), которые помогут в будущем восстановить личность человека.

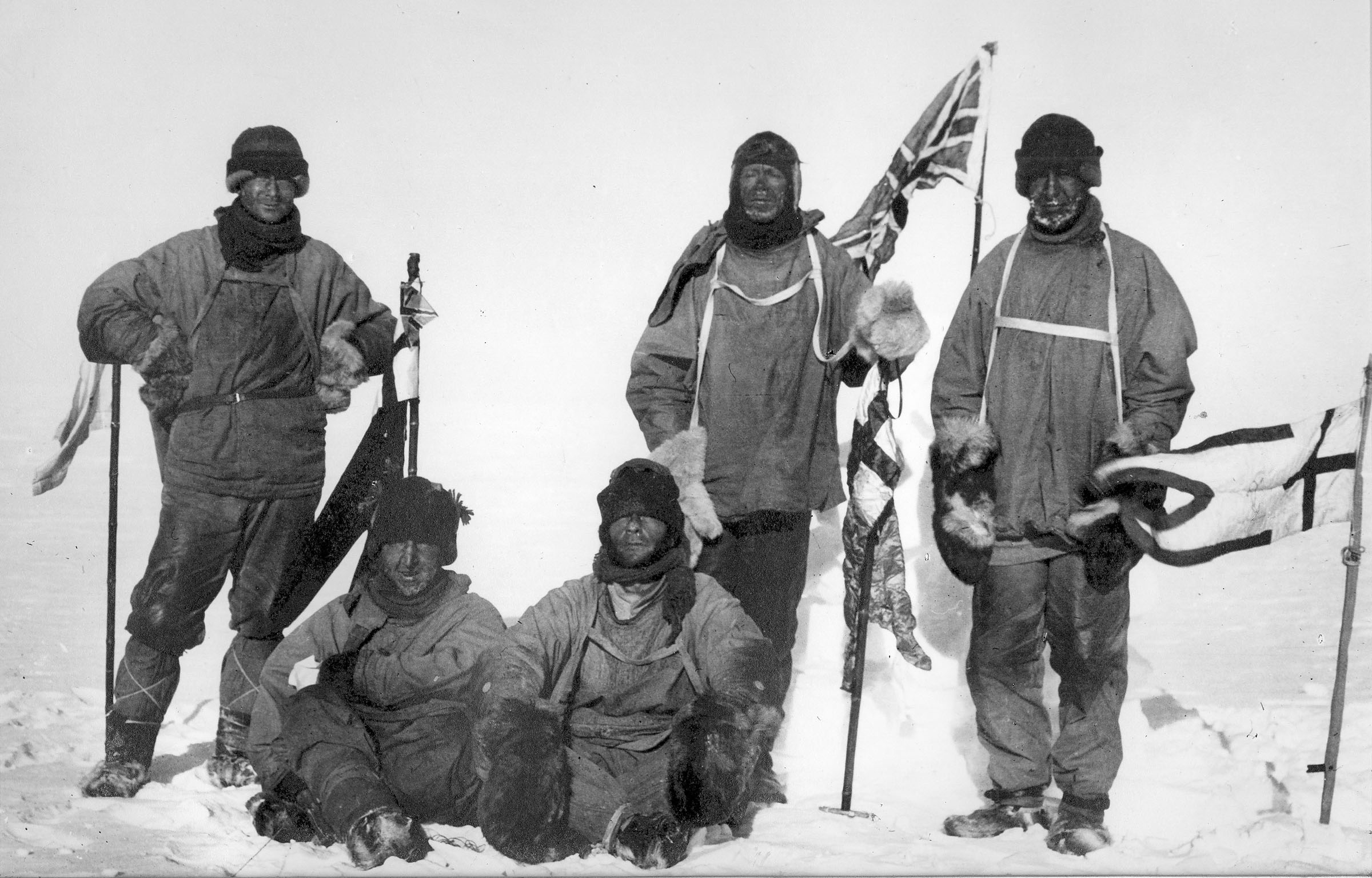
18 января 1912 года. Последняя фотография экспедиции Скотта.

Одним из направлений развития компании считается создание криохранилищ в нейтральных странах, таких как Швейцария. Эта страна является одной из целевых по той причине, что в ней разрешена эвтаназия, с помощью которой можно создать лучшие условия для криоконсервации. Также представители компании называют одной из целей совершенствование процедуры подготовки к крионированию и транспортировка к криохранилищу, что позволит предоставлять услуги клиентам всего мира, включая такие страны, как Эквадор и Китай. В качестве других потенциальных активностей компании называются заморозка спермы, зародышей и органов, создание криобанка, экскурсии в криохранилище, посещение родственников в случае реализации хранения в прозрачных саркофагах, объединение крионики с добровольным медицинским страхованием и др. Мечтой компании Данила Медведев называет возможность привезти в лабораторию «КриоРус» членов экспедиции Роберта Скотта, которые замерзли в Антарктике в 1912 году. По словам Данилы Медведева, температура на данном материке достаточно низка, и времени прошло недостаточно много для того, чтобы нельзя было сохранить исследователей и в будущем попытаться вернуть их к жизни.
«КриоРус» проводит исследования в двух лабораториях — в Москве и Воронеже. Инвестиции в научную деятельность составляют 30 тысяч долларов в год. Данные работы направлены на улучшение качества криосохранения, например, на совершенствование технологии витрификации и на разработку аппарата для хранения в газовой среде с дозированной подачей жидкого азота. Отдельным научным направлением является обратимая разморозка органов. В настоящее время срок хранения органов для пересадки составляет единицы часов, а данная технология потенциально может позволить хранить их неограниченно долго.
Компания сотрудничает с Фондом перспективных исследований в вопросах технологий обратимой глубокой заморозки органов. Помимо этого, «КриоРус» сотрудничает с другими криокомпаниями мира, осуществляет обмен опытом и оказывает содействие лицам, желающим поместить свои тела в аналогичные хранилища, расположенные вне России.

## Аспекты

### Технологические
В течение некоторого времени после биологической смерти многие клетки мозга остаются живыми, а некоторые умирают, но сохраняют большую часть своих структурных элементов. Крионика основывается на предположении о том, что сохранение физической структуры мозга, отвечающей за долговременную память человека, позволит реанимировать пациента. Во время охлаждения и заморозки считается, что основными опасностями являются замерзание внеклеточной воды и образование внутриклеточного льда, которые приводят к нарушению структуры белков и разрушению клеток соответственно. Для предотвращения данных процессов во время крионирования используются специальные вещества — криопротекторы. Однако, данные технологии в настоящее время считаются неотработанными.
Существующие технологии позволяют консервировать и размораживать человеческие эмбрионы размером до нескольких сотен клеток, а крионика может рассматриваться в качестве перспективы криобиологии.
Процедура крионирования начинается при констатации биологической смерти, когда пациент как можно быстрее охлаждается до состояния глубокой гипотермии (несколько градусов выше 0 °C) для замедления биохимических процессов, в том числе некроза клеток. Во время охлаждения проводят перфузию, то есть, замещая кровь, пропускают через кровеносную систему раствор криопротектора и насыщают им клетки. Помимо этого, вводится гепарин, который препятствует образованию тромбов. Предварительно подготавливается раствор криопротектора в разных концентрациях, который поэтапно вводится через сонную артерию. Сначала подается менее концентированный, и по мере насыщения делается переход к последующему этапу с применением более концентрированного криопротектора. Давление раствора контролируется, так как подача раствора со слишком высоким давлением повреждает сосуды, а резкое повышение давления говорит о тромбе, который можно устранить. После того, как раствор криопротектора прошёл сосудистую систему, его выводят через яремную вену. За счёт диффузии заменяются не только кровь, но и другие жидкости в организме, и криопротектор проникает в том числе через гематоэнцефалический барьер и в нейроны. Насыщение оценивается по концентрации раствора: если на выходе и на входе концентрация криопротектора одинакова, то перфузию можно завершать. В целом вся процедура занимает от 2−4 до 14 часов — это время зависит состояния кровеносной системы и других факторов.

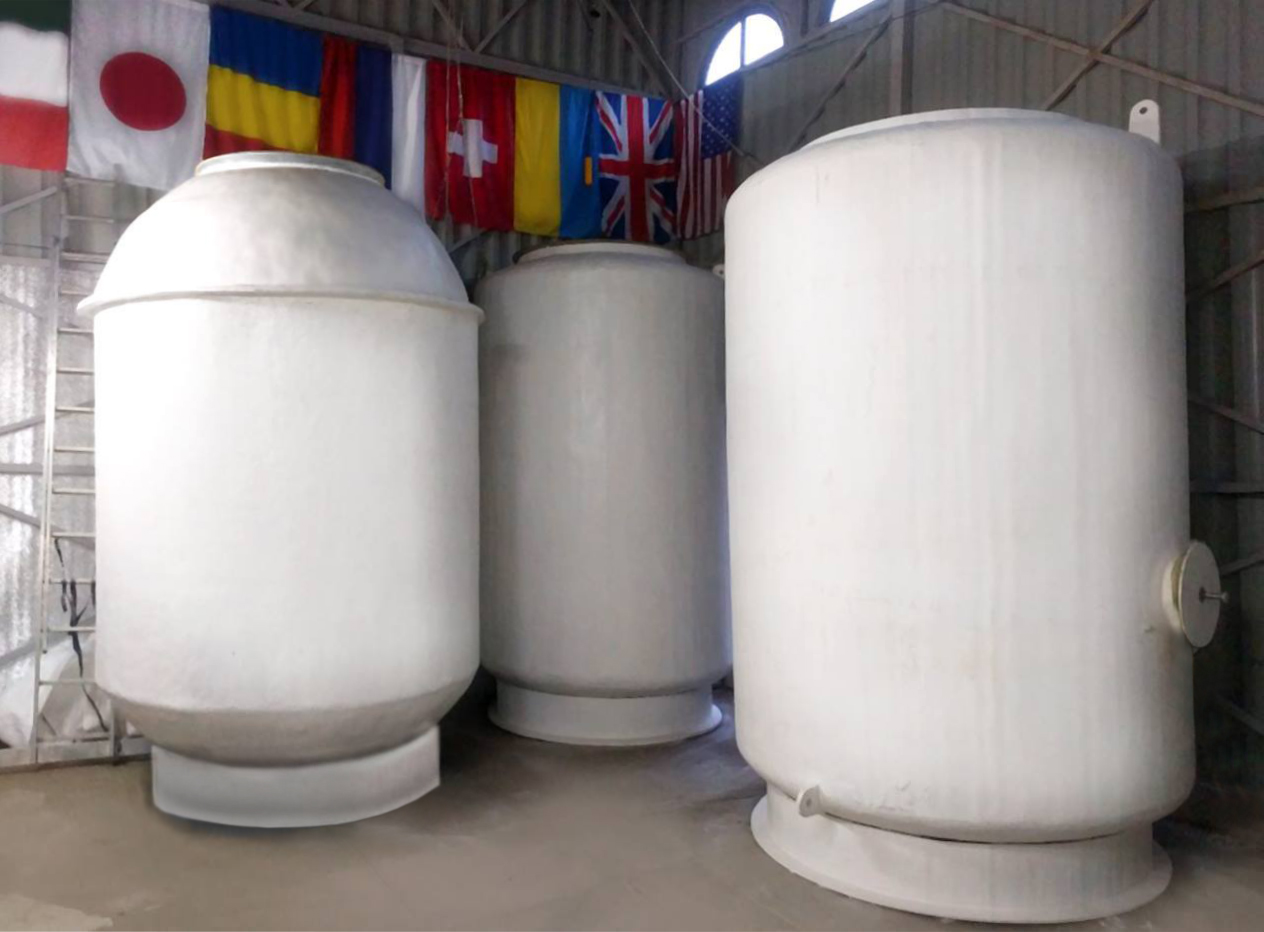
Криохранилище «КриоРус»

После перфузии тело криопациента временно помещается в контейнер с сухим льдом для транспортировки в хранилище «КриоРус», где осуществляется длительное хранение в жидком азоте при температуре −196 °C. Этот способ консервации не требует электричества и постоянного внимания и считается самым надёжным. Дьюары «КриоРус» представляют собой двухслойные композитные баки, у которых пространство между внешней и внутренней стенкой дьюара заполнено перлитом, из него откачан воздух. Вакуум между стенками поддерживается насосом, который включается примерно раз в две недели. Приблизительно раз в месяц в дьюар доливается жидкий азот.
За время работы компании техника крионирования изменилась не сильно, только улучшается состав криопротекторов.
Оживление крионированных пациентов представители компании описывают следующим образом. По их предположению, в будущем с помощью технологий выращивания органов, регенеративной медицины, 3D-печати тканей и других будет возможно создание любого органа человека. Для восстановления мозга Валерия Удалова называет два способа. Первый это использование технологий наномедицины, когда молекулярные роботы выполнят анализ повреждений, отремонтируют, омолодят и оживят клетки (также нанороботов предполагается использовать и для ремонта клеток всего тела). Второй способ представляет собой послойное сканирование мозга, оцифровку личности, её перенос в компьютерную форму или печать копии мозга на биопринтере. Валерия Удалова говорит о том, что в «КриоРус» планируют такую компьютерную модель, которую нужно будет улучшать до «здорового варианта» и печатать. Помимо этого, сотрудниками компании упоминаются технологии восстановления человеческого тела путем клонирования, создание «киборга» (искусственного тела и имплантирование в него мозга), замена фрагментов мозга электронными чипами и другие. По словам Данилы Медведева, большая часть средств уходит на научные разработки для обеспечения оживления крионированных пациентов.

### Юридические
Когда клиенты работают с «КриоРус», то они подписывают договор на проведение научного эксперимента по сохранению и оживлению человека, и при этом «КриоРус» требует от заказчика признать, что исполнитель не даёт гарантий по оживлению криопациента. Договор предусматривает хранение тел в течение 100 лет с возможностью пролонгации по 25 лет в случае, если к данному времени технологии разморозки не будут достигнуты.
Мария Баст, председатель Ассоциации адвокатов России за права человека, считает, что статус научной организации «КриоРус» оправдан, и проблемой является отсутствие законодательства в области крионики. Вместе с тем имеется прецедент, когда в 2005 году в Новосибирске родственники хранили тело умершего в заморозке и прокурор не нашёл в этом состава преступления.
По мнению юриста Светланы Юдиной, с юридической точки зрения компания осуществляет нестандартную деятельность, но это не означает, что её сотрудники — мошенники. Это обосновывается следующим образом: «Деятельность по криосохранению людей можно считать мошенничеством, если сотрудник компании заверяет или даёт обещания, что замороженный труп оживёт при любых обстоятельствах, и даже указывает дату или период, когда этого чуда следует ожидать. Либо если сотрудник представляет сфальсифицированные доказательства удачных экспериментов, фотографии оживших людей, видеосъёмки и так далее. Если же работники просто утверждают, что оживление возможно, но с помощью методов, которые ещё не изобретены, никакого обмана здесь нет».
Согласно сообщению пресс-службы Минздрава, услуги по крионированию не подлежат сертификации, так как компания указала в качестве основного вида деятельности научные исследования.
Для передачи тела человека в «КриоРус» необходимо, чтобы человек указал в завещании о том, что его тело должно быть передано в криокомпанию и в этом случае работы не могут быть запрещены законодательством. В противном случае, с юридической точки зрения, требуется решать вопрос с родственниками клиента. Вместе с тем, даже при заключении контракта и наличии завещания, в настоящее время могут возникнуть проблемы (например, из-за феномена «враждебной жены»).

### Философские и социальные
Деятельность криокомпаний, включая «КриоРус», заставляет пересматривать концепцию смерти, когда она начинает рассматриваться не как единичный момент после клинической смерти, а как серия физических событий, зависящих от ряда факторов. Доктор философских наук Игорь Вишев в контексте деятельности компании говорит о том, что она переводит проблему бессмертия из теоретической плоскости в практическую, а также указывает на то, что человек с точки зрения свободы должен иметь право быть крионированным.
Аргумент крионистов напоминает пари Паскаля: «Если вы подпишете контракт, и мы вас крионируем, и крионика не работает, то вы умрёте. Если вы не подпишете контракт и не будете крионированы, то умрёте в любом случае. Если выберете крионику, то это будет единственным шансом остаться в живых».
Российские крионисты рассматривают смерть как три этапа. На первом этапе происходит смерть в обычном понимании (клиническая смерть), когда тело перестает функционировать, но при этом внутренние структуры органов не разрушены. На втором этапе тело частично разрушено (биологическая смерть). На третьем этапе происходит полное физическое разложение, когда обратные процессы невозможны (информационная смерть). Крионисты считают, что смертью является третий этап, а если тело находится на втором этапе, то оно может быть восстановлено технологиями будущего. При этом к крионированным они относятся как к пациентам, которые находятся в состоянии анабиоза и ожидают пробуждения.
Некоторые сельские жители, живущие рядом с хранилищем «КриоРус», требуют закрытия хранилища и захоронения тел исходя из распространённого среди православных христиан мнения, что душа покидает тело спустя 40 дней после смерти. Местные жители опасаются, что вскоре они будут захвачены зомби. По словам Валерии Удаловой, у компании нет серьёзных проблем с религиозными людьми, а крионисты не верят в существование души, но принимают противоположную точку зрения. Так, считается нормальным оставить православные иконки в дьюаре, а в компании крионированы пациенты с православными взглядами. При этом типичен сценарий, когда крионируется только мозг, а погребение тела происходит согласно традиции.

## Критика
Большинство учёных и врачей относятся к крионике скептически.
По мнению Евгения Александрова, главы комиссии по борьбе с лженаукой и фальсификацией научных исследований, крионика «не имеет под собой никакой научной базы» и эксплуатирует человеческий страх перед смертью. По утверждению Александрова, «никто даже не знает, как нужно правильно хранить криопациентов», так как никого никогда не удавалось оживить. Гелена Лифшиц, руководитель медицинских проектов биомедицинского кластера фонда «Сколково», считает, что если наука найдет способ полностью восстановить структуру головного мозга, то нет никаких гарантий, что восстановится характер, темперамент и жизненный опыт человека. Нейробиолог Университета Макгилла Майкл Хендрикс утверждает, что реанимация после крионирования является ложной надеждой, и считает, что это технологически невозможно. Старший научный сотрудник лаборатории функциональной нейрогеномики Института цитологии и генетики СО РАН Пётр Меньшанов считает, что технологии заморозки не отработаны, и поэтому люди «платят просто за погребение в жидком азоте». Меньшанов отмечает, что при заморозке, мембраны клеток разрушаются, и жидкость не может быть заменена раствором криопротектора в каждой клетке организма. Стефан Смит, нейробиолог Института Аллена Наук о Мозге утверждает, что для реализации крионики в науке необходимо заполнить много больших пробелов. Винфрид Денк, директор Института Нейробиологии Общества Макса Планка, сообщает: «Я могу представить, что, скажем, через 40 лет у человечества будет способ создать цифровую копию личности человека». Биофизик Игорь Артюхов, директор «КриоРус» по науке, описывает своё отношение следующим образом: «Я не верю в то, что крионика сработает. Но вера — это религиозное слово. И, в то же время, я не верю в то, что крионика не сработает. Я не знаю. Нам приходится работать в неизвестности». В целом, существует мало научных доказательств в пользу теории реанимации после крионирования.
Сравнивая «КриоРус» и Alcor, журналисты называют первую компанию «Ладой» в мире крионики, а вторую — «Мерседесом». Так, Alcor является крупнейшей крионической компанией в мире, она проводит экскурсии по своей территории дважды в неделю, демонстрирует операционную комнату (где проводится витрификация и заморозка), а также помещения длительного хранения криопациентов, когда они просматриваются через пуленепробиваемое стекло. Соответственно, в «КриоРус» подобные услуги отсутствуют.

## Скандалы
В практике компании известен случай «феномена враждебной жены». В 2012 году больной раком инженер Михаил Воронин заключил договор с компанией «КриоРус» на нейросохранение и заплатил 300 тыс. рублей. Однако, после смерти тело инженера вместе с мозгом было сожжено в крематории, так как вдова «выкрала» тело Михаила из больницы и не отдала его в распоряжение компании. Таким образом, сотрудникам «КриоРус» не удалось крионировать пациента несмотря на то, что он письменно зафиксировал свою волю и записал обращение на видео. Впоследствии суд отказал компании в принятии иска. Также одним из проблемных случаев для компании стало принудительное отправление клиента фирмы в психиатрическую больницу. Формальной причиной отправления стало обращение клиента «КриоРус» по поводу заморозки его умершей матери.
В сентябре 2021 года произошёл конфликт, связанный с разделом имущества между собственниками. Валерия Удалова попыталась вывезти часть криопациентов в сосудах Дьюара, вырезав часть стены хранилища в Сергиевом Посаде и слив жидкий азот из резервуаров. Грузовики, перевозившие резервуары, были остановлены сотрудниками полиции, сосуды Дьюара вернули на место в хранилище. Удалова утверждает, что пациенты принадлежат ей, а также на неё заключён договор аренды помещения и она хочет перевезти тела пациентов в хранилища в Твери. В дальнейшем выяснилось, что вывоз оборудования был законным.